# Urbach, Baden-Württemberg
Urbach, Baden-Württemberg är en kommun i Rems-Murr-Kreis i regionen Stuttgart i Regierungsbezirk Stuttgart i förbundslandet Baden-Württemberg i Tyskland.
Kommunen ingår i kommunalförbundet Plüderhausen-Urbach tillsammans med kommunen Plüderhausen.